# Довлетов, Ата
Ата Довлетов (туркм. Ata Döwletow; 1912-1990, Ашхабад) — советский туркменский актёр театра и кино. Заслуженный артист Туркменской ССР (1964).

## Биография
Родился в 1912 году в Ашхабаде.
В 1936 году окончил студию при театре имени Молланепеса.
С 1930 по 1934 годы — актер Ашхабадского кукольного театра. С 1936 по 1974 годы — актёр театра имени Молланепеса.
Скончался в 1990 году.

## Фильмография
- 1968 — Махтумкули — Джума
- 1973 — Дела сердечные — эпизод
- 1974 — Цвет золота — Клыч-ага
- 1975 — Наследник — Туйли-ага
- 1976 — Лето Сахата — Абды-ага
- 1976 — Умей сказать «нет!» — Ходжа, сесед по палате
- 1977 — Долг — басмач, эпизод
- 1978 — Кугитангская трагедия — Хаким-ага
- 1978 — Любовь моя, печаль моя — старик-пахарь
- 1978 — Офицерский вальс — эпизод
- 1978 — Похищение скакуна — Ата-ага
- 1979 — Время по солнцу — Эсенов
- 1979 — Голуби живут в кяризах — Кероглы-ага
- 1981 — Вот вернётся папа... — эпизод
- 1981 — Утренние всадники — дедушка
- 1982 — Каракумы, 45 в тени — Довлет-ага
- 1982 — Мужское воспитание — Мерген-ага
- 1983 — Короткие рукава — Мурат-ага
- 1983 — Люди моего аула — эпизод
- 1983 — Сомнамбула — роль не указана
- 1983 — Ускорение — эпизод
- 1984 — Возвращение покровителя песен — эпизод
- 1984 — Так я болел (короткометражный) — роль не указана
- 1984 — Фраги — разлучённый со счастьем — роль не указана
- 1985 — Каракумский репортаж — роль не указана
- 1985 — Приключения на маленьких островах — Шакир-ага
- 1986 — Право решать — Сары-ага
- 1986 — Тайный посол — Ярали-ишан
- 1986 — Твой брат - мой брат — старик-железнодорожник
- 1987 — Долина мести — роль не указана
- 1988 — Легенда древних гор — Нурягды
- 1988 — Сказка о волшебном бисере — эпизод
- 1989 — Клятвы нашего детства — работник детского дома
- 1989 — Ничего не случилось — роль не указана
- 1990 — Райский сад — Халназар-ага
- 1990 — Смерть прокурора — эпизод
- 1991 — Зохре и Тахир — Адылша
- 1993 — Ангелочек, сделай радость — роль не указана
- 1994 — Каракум — роль не указана

## Награды
- Медаль «За трудовое отличие» (1955)[1]
- Заслуженный артист Туркменской ССР (1964).
- Диплом жюри XIII Всесоюзного кинофестиваля (1980) — за актёрское исполнение в фильме «Голуби живут в кяризах».
- Лауреат Государственной премии СССР (1984) за роль в фильме «Мужское воспитание».